# 타르모 네멜로
타르모 니멜로(에스토니아어: Tarmo Neemelo, 1982년 2월 10일~)는 에스토니아의 축구 선수로 포지션은 공격수이다. 헬싱보리 IF와 쥘터 바레험 등에서 뛰었으며, 에스토니아 국가대표 선수로 활동했다.